# Torre de Sant Simplici
La torre de Sant Simplici és una torre de guaita situada al cim de la muntanya de Sant Simplici, al municipi de Tarragona (Tarragonès). És de planta circular, possiblement del segle XI, construïda pels pobladors provinents del comtat de Barcelona, però que podria ser anterior, obra dels musulmans d'Al-Àndalus. Es troba en estat de ruïna, però hi ha el projecte de preservar-la. Està catalogada com a Bé Cultural d’Interès Nacional.